# Кузнецов Андрій Олексійович
Андрій Олексійович Кузнецов (15 серпня 1903, місто Темников, тепер Мордовія, Російська Федерація — 4 жовтня 1967, місто Ленінград, тепер Санкт-Петербург, Російська Федерація) — радянський діяч, голова Ленінградського міськвиконкому, директор Іжорського заводу. Депутат Верховної Ради СРСР 3-го скликання. 

## Біографія
Народився в родині робітника. З п'ятнадцятирічного віку — учень-складач у друкарні міста Темникова. Потім працював складачем у друкарні Сойкіна (5-й державній друкарні) міста Темникова, до 1924 року був працівником Темниковської повітової друкарні.
З 1921 року навчався на робітничому факультеті.
У 1930 році закінчив Ленінградський технологічний інститут імені Ленінградської ради.
У 1930—1933 роках — інженер, заступник начальника цеху Челябінського тракторного заводу.
Член ВКП(б).
У 1933—1935 роках — старший інженер, начальник технологічного бюро Невського машинобудівного заводу імені Леніна в Ленінграді.
У 1935—1940 роках — начальник ковальського цеху заводу № 182 Народного комісаріату шляхів сполучення СРСР; начальник будівництва заводу «Двигунбуд» у місті Махачкала Дагестанської АРСР.
У 1940—1941 роках — заступник директора із капітального будівництва Іжорського машинобудівного заводу в Ленінграді.
У 1941—1949 роках — директор Іжорського машинобудівного заводу в Ленінграді.
У 1949 році — заступник голови виконавчого комітету Ленінградської міської ради депутатів трудящих.
23 червня 1949 — 18 липня 1950 року — голова виконавчого комітету Ленінградської міської ради депутатів трудящих.
У 1950—1953 роках — заступник директора із капітального будівництва Ленінградського суднобудівного заводу імені Жданова.
У 1953—1955 роках — директор Ленінградського заводу підйомно-транспортного обладнання імені Кірова.
У 1955—1958 роках — заступник голови виконавчого комітету Ленінградської міської ради депутатів трудящих.
У 1958—1965 роках — заступник голови Ленінградської та Північно-Західної Рад народного господарства (раднаргоспів).
Помер 4 жовтня 1967 року в Ленінграді.

## Нагороди
- два ордени Леніна (1945, 30.12.1947)
- орден Вітчизняної війни ІІ ст. (1946)
- орден «Знак Пошани» (21.06.1957)
- орден Червоної Зірки (1942)
- медаль «За оборону Ленінграда»
- медаль «За доблесну працю у Великій Вітчизняній війні 1941—1945 рр.» (1945)
- медалі